# Прохід
Прохі́д — село в Україні, у Ратнівській селищній громаді Ковельського району Волинської області. Населення становить 697 осіб.
Село розташоване за 2 км від центру громади селища Ратне. Біля села розташована автомагістраль М19.

## Історія
В кінці XIX століття році село Гірниківської волості Ковельського повіту Волинської губернії. Відстань від повітового міста 54 км. Дворів 78, мешканців 109.
12 червня 2020 року, відповідно до розпорядження Кабінету Міністрів України № 708-р «Про визначення адміністративних центрів та затвердження територій територіальних громад Волинської області», увійшло до складу Ратнівської селищної територіальної громади.
19 липня 2020 року, в результаті адміністративно-територіальної реформи та ліквідації Ратнівського району, село увійшло до новоутвореного Ковельського району.

## Населення
Згідно з переписом УРСР 1989 року чисельність наявного населення села становила 448 осіб, з яких 203 чоловіки та 245 жінок.
За переписом населення України 2001 року в селі мешкали 694 особи.

### Мова
Розподіл населення за рідною мовою за даними перепису 2001 року:
| Мова       | Відсоток |
| ---------- | -------- |
| українська | 99,28 %  |
| російська  | 0,57 %   |